# (18773) Bredehoft
(18773) Bredehoft (1999 JY36) – planetoida z grupy pasa głównego asteroid okrążająca Słońce w ciągu 3,39 lat w średniej odległości 2,26 j.a. Odkryta 10 maja 1999 roku.